# Утренние колокола
«Утренние колокола» — художественный фильм студии Грузия-фильм, мелодрама.

## Сюжет
Молодой учитель истории Ладо Яшвили, направленный на работу в маленькое сванетское селение, старается завоевать уважение местных жителей. Там он влюбляется в местную девушку, библиотекаршу Кету, но она уже просватана за другого. Её жених, Чопе, пытается убедить учителя не идти наперекор вековым традициям.

## В ролях
- Григол Цитайшвили (дубляж: А. Золотницкий) — Ладо
- Манана Дашниани (дубляж: Н.Пянтковская) — Кету
- Зураб Капианидзе (дубляж: Ю. Пузырёв) — Чопе, шофёр, жених Кету
- Спартак Багашвили — Джанкват, отец Кету
- Георгий Гоцирели — Темраз, заместитель директора школы
- Котэ Даушвили — Георгий
- Юсуф Зоидзе — Вано, директор школы
- Зинаида Кверенчиладзе — Иеро, жена Темраза
- Котэ Толорая — Джото
- Тамаз Толорая — Коста, старшеклассник
- Баадур Цуладзе — Гамлет, посетитель закусочной
- Манана Цховребова — Матиса, старшеклассница